# Kung fu (serie de televisión)
Kung fu es una serie de televisión estadounidense producida entre 1972 y 1975 protagonizada por David Carradine. Fue creada por Ed Spielman, dirigida por Jerry Thorpe y desarrollada por Herman Miller, quien fue además escritor y coproductor de la serie. El título alude al kung-fu, arte marcial de origen chino. La serie consta de un capítulo piloto, más 62 capítulos divididos en tres temporadas.

## Reseña

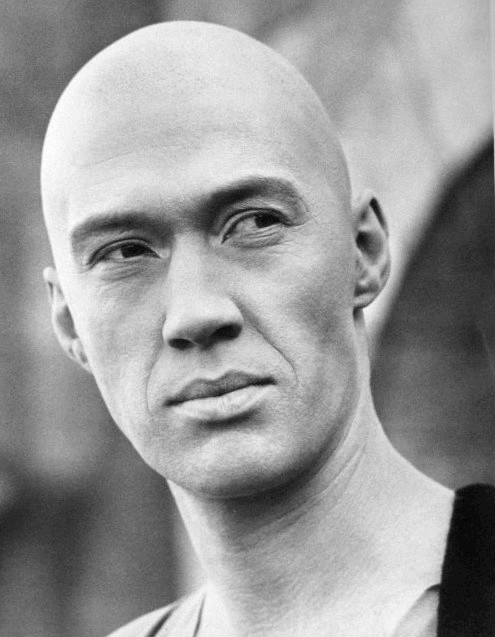
David Carradine como Kwai Chang Caine.

Kung fu relata las aventuras de un solitario monje chino shaolín llamado Kwai Chang Caine(en)
 (interpretado por David Carradine en su situación de adulto, Keith Carradine como joven y Radames Pera como niño conocido como El pequeño saltamontes), que viajaba a través del Viejo Oeste de los Estados Unidos usando como únicas armas su destreza en artes marciales y la fuerza interior de su filosofía de vida, el budismo.
Su propósito es encontrar a su medio hermano, Danny Caine, y empezar una nueva vida en familia, ya que el mismo Kwai Chang había huido de China tras poner las autoridades precio a su cabeza por la muerte del sobrino del Emperador, ocurrida al tratar Caine de defender a su guía espiritual, el maestro Po (interpretado por Keye Luke), quien muere a manos de dicho familiar imperial.
A medida que se interna en la frontera de los Estados Unidos, Kwai Chang Caine va dejando una estela de amigos agradecidos por sus bondades y enseñanzas budistas; pero también es ofrecida una recompensa por su captura, vivo o muerto, por matar al sobrino del Emperador de China. Además, se enfrenta sin armas a personajes racistas y hostiles o pervertidos administradores de la ley desenmascarándolos.
El cartel Se busca (Reward) reza la siguiente leyenda:

Se busca vivo, recompensa $10 000, o muerto, recompensa $5000, sus manos y sus pies deben ser considerados como armas mortales.

## Trivialidades

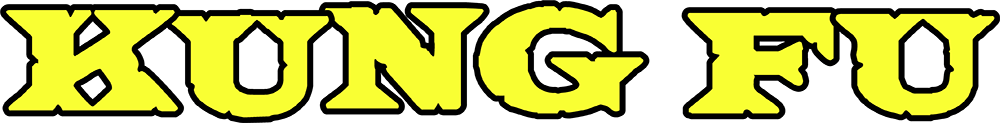
Logo de título de la serie.

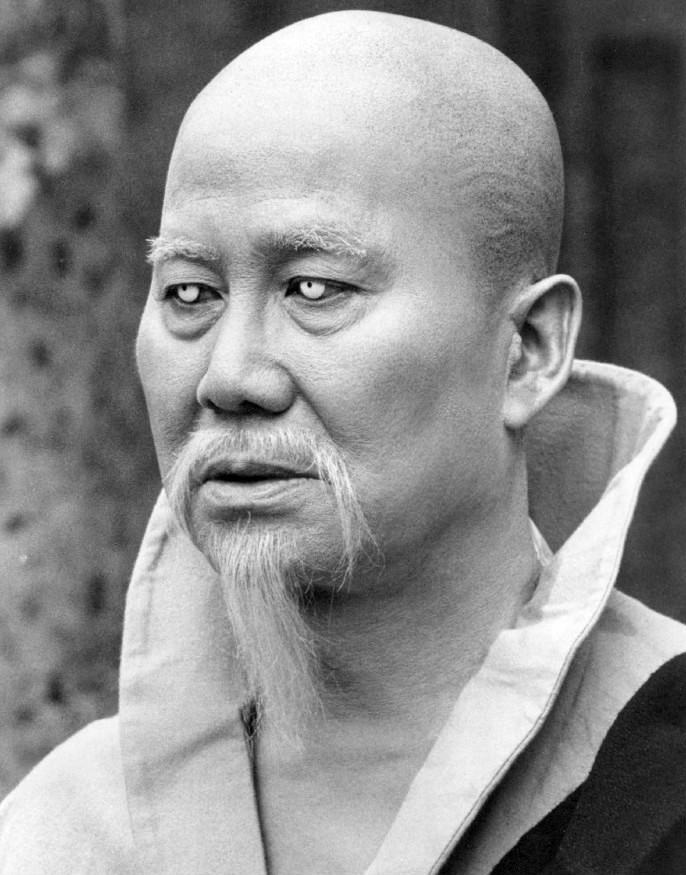
Keye Luke como el maestro Po.

Para interpretar a Kwai Chang Caine, se consideró originalmente al experto en kung-fu, Bruce Lee. Sin embargo, los productores encontraron que Lee era de rasgos demasiado asiáticos y no calzaba con el estereotipo del personaje, por lo cual fue descartado. Finalmente, se eligió a David Carradine quien tenía rasgos más occidentales pero ningún conocimiento de artes marciales. En esta disciplina, fue asesorado por Kam Yuen (37 capítulos) y luego por David Chow (29 capítulos). Durante los diez primeros capítulos, la técnica de kung-fu usada por Carradine resultó bastante ortodoxa, pero para los últimos capítulos, éste ya había refinado su estilo haciéndolo más convincente. Keye Luke, interpretando al inolvidable maestro Po, y Philip Ahn, como el severo pero bondadoso maestro Kan, son también miembros regulares de la serie. Por los capítulos desfilan una serie de actores que más tarde se consagrarían como estrellas en el cine estadounidense de los 80, además de algunos actores marciales como Dan Inosanto y Nancy Kwan.
Mientras en Estados Unidos la serie no acabó de cuajar y su audiencia fue a la baja hasta que fue clausurada, en la mayoría de países fue un éxito apoteósico, entre ellos España.

## Actores invitados más conocidos
- Cannonball Adderley
- John Drew Barrymore
- John Blyth Barrymore
- Bruce Carradine
- John Carradine
- Keith Carradine
- Robert Carradine
- David Chow
- José Feliciano
- Benson Fong
- Harrison Ford
- Jodie Foster
- Anne Francis
- Barbara Hershey
- James Hong
- Season Hubley
- Dan Inosanto
- Don Johnson
- Nancy Kwan
- Mako (Makoto Iwamatsu)
- Pat Morita
- Diana Muldaur
- Leslie Nielsen
- William Shatner
- Victor Sen Yung
- Carl Weathers
- Gary Busey
- John Saxon
- Emilio «el Indio» Fernández